# Meristogenys dyscritus
Meristogenys dyscritus é uma espécie de anfíbio anuro da família Ranidae. Está presente em Malásia. A UICN classificou-a como vulnerável.